# Catena (famiglia)
vexillum merito nobile digna gerit»
(Anonimo, XIV secolo, tratto da Storia della Città di Asti, Serafino Grassi, Asti 1894, vol. II, pg234)
La famiglia Catena o Cattanei appartiene alle "casane astigiane", quel gruppo cioè di famiglie che ottennero la loro ascesa sociale non per discendenza patrizia, ma in seguito al prestito della valuta ed al commercio.
Furono confalonieri del comune di Asti avevano, cioè il privilegio di portare lo stendardo della città negli incontri con il podestà o il vescovo.

## Origini e storia
Guglielmo compare nel 1194 come ambasciatore del Marchese di Monferrato e credendario a cavallo del XII e XIII secolo. Nel 1198 fu testimone ai patti tra il vescovo Bonifazio I ed il Comune.
Oberto fu sindaco di Asti nel 1229 ed Ermanno nello stesso periodo venne investito dall'imperatore Federico II del feudo di Arezzo.
Oberto divenne vescovo di Asti nel XIII secolo. Nel 1237, investì la famiglia Antignano dell'omonimo feudo oltre alle località di Castiglione e Cassiano. Nel 1241, recandosi ad un Consiglio a Roma indetto da Gregorio IX, venne fatto prigioniero da Federico II.

## L'esilio
Da sempre ghibellini, i Catena furono i promotori della fazione detta dei "Becchincenere" che si opponeva al consorzio guelfo capitanato dai Solari. Roboaldo Catena, nel 1261 si rese protagonista del ferimento di Bonifacio Solaro originando le prime guerre civili che portarono all'espulsione della fazione ghibellina nel 1304.
I Catena dovettero ritirarsi nei feudi di Corsione (dove erano anche vassalli episcopali), Mombercelli e Corticelle.
L'ostilità del comune verso le famiglie guelfe, fece sì che i Catena si legarono ai Marchesi di Monferrato. Nel 1322 Teodoro di Monferrato investì Manfredo Catena della contea di Solonghello e nel 1356 il marchese Giovanni infeudò Matteo Catena di Rocchetta Palafea.

## Il rientro in città
Gli scontri proseguirono nei territori del comune fino a quando, nel 1339 il consorzio ghibellino dei De Castello con l'aiuto di Giovanni II Paleologo Marchese del Monferrato, penetrò in città cacciando i Solaro (la cui dominazione era durata 35 anni).
I Catena vennero reintegrati nelle cariche comunali e sia sotto il periodo angioino che orleanese ebbero sviluppo e peso politico. Nel 1498, Samuele Catena fu ambasciatore presso Revello per stipulare la pace tra gli astigiani ed i casalesi.

## L'attività feneratizia
La famiglia Catena preferì esercitare i diritti signorili sulle proprietà e non sviluppò una rete di commerci e prestiti in Europa come le altre casane astigiane.
Preferirono dedicarsi al prestito in Piemonte; ottennero infatti nel XIII secolo il castello di Lu in pegno dal Marchese di Monferrato.
Nel 1388 si consorziarono con la famiglia Broglio per l'apertura di alcuni banchi nel
Roussillion.

## Le abitazioni dei Catena

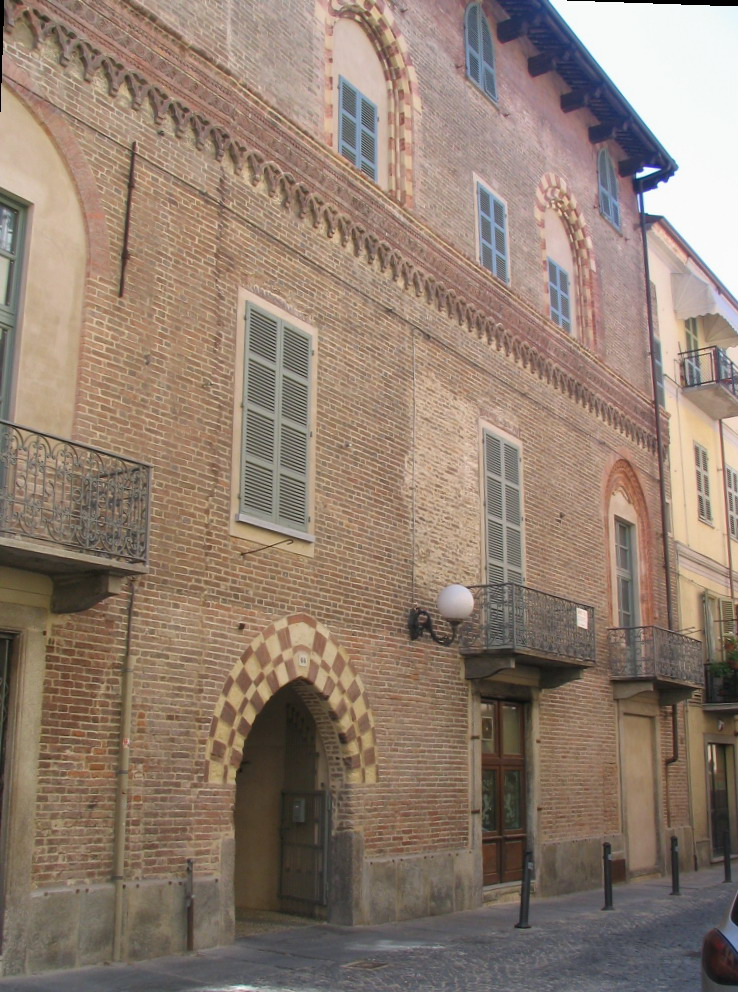
Palazzo Catena in via XX Settembre

La tradizione colloca le abitazioni dei Catena presso il palazzo medievale di Asti, sito in via XX Settembre nel Rione San Paolo, denominato ancora oggi Palazzo Catena, forse da un'erronea valutazione dello stabile da parte dello storico Gabiani.
In verità non vi sono prove fondate delle precedenti affermazioni dello storico astigiano.
Dagli ultimi studi condotti e pubblicate dal Bera,nel periodo medievale, probabilmente il palazzo apparteneva ai Monte o ai Partita, che in quella zona detenevano le loro proprietà. A partire dal XVI secolo, molti proprietari si avvicendarono , tra i più importanti, sicuramente il ramo Alfieri di Magliano (detti anche Alfieri-Bianco), che ne risultarono proprietari nel XVII secolo.
È indubbio che la principale area in cui vi erano le dimore dei Catena si trovava nel Rione Cattedrale, nella zona ora in cui è presente una piazza denominata appunto Catena ottenuta nel 1930 in seguito alla distruzione di un imponente palazzo medievale appartenente alla famiglia ed utilizzato anche come dimora vescovile fino all'anno 1410.
Alcuni capitelli e stemmi marmorei salvati durante la distruzione del palazzo sono presenti nel Museo di Sant'Anastasio.

## Stemma
Essendo l'araldica astigiana frutto di un'aristocrazia prettamente urbana e mercatale, molti stemmi come quello dei Catena si ispirano al cognome della casata nella costituzione del proprio stemma.
Scudo: campo azzurro con tre catene d'oro ordinate in palo